# DragonBall

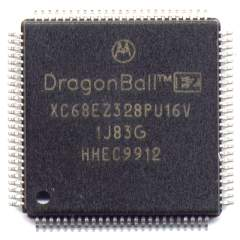
モトローラ DragonBall EZ マイクロコントローラ

DragonBall（ドラゴンボール）またはMC68328は、68000コアをベースとしたモトローラ/フリースケールのマイクロコントローラである。
ハンドヘルドコンピュータ向けの低消費電力プロセッサとして実装されている。設計はモトローラが香港で行った。
DragonBallは初期のPalmマシンに搭載された。Palm OS 5 からはARMベースのインテル製XScaleプロセッサに取って代わられた。また、AlphaSmart社から発売されたワードプロセッサにも採用されていた。
オリジナルの68328とDragonBall EZすなわち MC68EZ328は最高16.67MHz・2.7MIPS、DragonBall VZ（MC68VZ328）では33MHz・5.4MIPS、DragonBall Super VZ（MC68SZ328）では66MHz・10.8MIPSの性能だった。
アドレスバス32ビットの32ビットプロセッサである。EZ と VZ の一部製品は外部アドレスバスが24ビット。数多くの機能を持ち、カラーまたはグレースケール液晶ディスプレイ用コントローラ、サウンド機能、タッチスクリーンサポート機能などが装備されていた。ある意味でコンピュータ全体がチップに搭載されたと言える。DragonBall EZ を使う前のPalmマシンは2倍以上の個数のICを使っていた。
最も新しい DragonBall MXシリーズ（i.MX あるいは MC9328MX とも）は68000コアではなく、ARM9以降のコアを使っている。

## MC68328の機能
- MC68EC000 CPUコア
- LCDコントローラ
- 16bit Timer × 2
- SPI Master × 1 / Slave × 1
- IrDA対応UART
- PWM サウンド用
- リアルタイムクロック
- SIM(SystemIntegrationModule)
  - PCMCIA PCカードコントローラ
  - MC68000互換外部バス 16bit/8bitデータバス ダイナミックバスサイジング
  - アドレスデコーダ
  - 割り込みみインタフェース
  - メモリコントローラ
  - 電源管理
  - PIO